# Abdullah y Omar Maúte

Bandera de Estado Islámico, adoptada por el grupo Maúte.

Abdullah y Omar Maute son militantes filipinos Moros y son los fundadores del grupo de Dawlah Islamiyah (Estado Islámico) en Mindanao, Filipinas, comúnmente conocido como el Grupo Maute por su apellido.

## Antecedentes
Omar y Abdullah Maute son hermanos. Desciende de un clan guerrero de Maranao basado en Butig, Lanao del Sur. Los hermanos habían trabajado en el Medio Oriente como Trabajadores Filipinos de Ultramar. Mientras trabajaban para escuelas seculares en Siria y los Emiratos Árabes Unidos, los hermanos estudiaron teología islámica. Según informes, Omar fue educado en Egipto mientras Abdullah estudió en Jordania.
Fuentes filipinas informan que el padre de los hermanos, Cayamora Maute, era un alto funcionario del Frente Moro de Liberación Islámica (MILF). Después de que el MILF comenzó a entablar negociaciones de paz con el gobierno filipino, los hermanos criticaron a los líderes del MILF y prometieron lealtad al ISIS.
Los Mautes, según sus familiares, establecieron conexiones con Ameril Umbra Kato, el fundador de los Combatientes de la Libertad Islámica Bangsamoro (BIFF). Según los informes, los hermanos enviaron representantes a Kato después de que el líder del BIFF sufrió un golpe hipertensivo que dejó paralizada la parte izquierda de su cuerpo. Después de forjar lazos con Kato, los Mautes establecieron el grupo Maute.

## Vida Personales
Omar Maute, que se dice que habla con fluidez el idioma indonesio, está casado con la hija de un conservador clérigo islámico indonesio. Los hermanos Maute incluyen a un tercer hermano llamado Hashim que fue detenido en la cárcel de la ciudad de Marawi hasta 2016 cuando escapó con éxito.
Un informe de febrero de 2016 indica que los familiares de Omar Maute confirmaron que había sido asesinado durante el enfrentamiento de Butig de febrero de 2016, junto con un hermano menor llamado Matti. Sin embargo, las imágenes de vídeo encontradas en un teléfono celular capturado por las tropas del gobierno filipino en mayo de 2017 durante la batalla de Marawi (2017)  indican que Omar está vivo.
El 10 de junio de 2017, durante la batalla de Marawi (2017), el ejército filipino afirmó que confiaba en que el dúo de Maute había fallecido en un tiroteo, aunque los detalles aún no se han confirmado plenamente.